# Acianthera hygrophila
 Acianthera hygrophila  este o specie de orchidee, o plantă care este nativă din Brazilia.